# ميليسا سبرينغر
ميليسا سبرينغر (بالإنجليزية: Melissa Springer)‏ هي مصورة وصحفية أمريكية، ولدت في 1956.